# San Cebrián de Mudá
San Cebrián de Mudá is een gemeente in de Spaanse provincie Palencia in de regio Castilië en León met een oppervlakte van 44,00 km². San Cebrián de Mudá telt 156 inwoners (1 januari 2016).

## Demografische ontwikkeling
Bron: INE, 1857-2011: volkstellingen
Opm.: In 1950 werden de gemeenten Valle de Santullán en Vergaño aangehecht